# Bottensjön, Västergötland
Bottensjön är en sjö i Karlsborgs kommun i Västergötland och ingår i Motala ströms huvudavrinningsområde. Sjön är 9 meter djup, har en yta på 12,1 kvadratkilometer och befinner sig 88 meter över havet. Sjön avvattnas av vattendraget Edsån (Sågkvarnsbäcken). Vid provfiske har en stor mängd fiskarter fångats, bland annat abborre, braxen, gers och gädda. Sjön ingår i Göta kanal och ligger mellan sjön Viken och Vättern. Bottensjön ligger på samma höjd som Vättern. På ett näs mellan Bottensjön och Vättern ligger Karlsborg.

## Delavrinningsområde
Bottensjön ingår i delavrinningsområde (649309-142252) som SMHI kallar för Utloppet av Bottensjön. Delavrinningsområdets medelhöjd är 103 m ö.h. och ytan är 51,43 kvadratkilometer. Räknas de 45 delavrinningsområdena uppströms in blir den ackumulerade arean 907,41 kvadratkilometer. Edsån (Sågkvarnsbäcken) som avvattnar delavrinningsområdets har biflödesordning 2, vilket innebär vattnet flödar genom totalt 2 vattendrag innan det når havet efter 143 kilometer. Delavrinningsområdet består mestadels av skog (43 %), öppen mark (10 %) och jordbruk (14 %). Avrinningsområdet har 12,09 kvadratkilometer vattenytor vilket ger avrinningsområdet en sjöprocent på 23,5 %. Bebyggelsen i området täcker en yta av 2,91 kvadratkilometer eller 6 % av avrinningsområdet.

## Fisk
Vid provfiske har följande fisk fångats i sjön:
| - Abborre - Braxen - Gärs - Gädda - Gös - Karpfisk obestämd - Lake - Löja - Mört - Nors - Sarv | - Siklöja - Sutare |